# Amiga 1200
Amiga 1200 – komputer domowy wprowadzony na rynek w grudniu 1992 roku przez firmę Commodore International. Zastępował Amigę 500+ i Amigę 600. W Polsce, wydano w 1993 roku.
Specyfikacja komputera:
- 32-bitowy procesor z Motorola MC68EC020 (wersja procesora MC68020 z 24-bitową szyną adresową i wynikającą z tego przestrzenią adresową o rozmiarze 16MB, bez koprocesora), taktowany zegarem 14.19 MHz (w przypadku pracy w trybie telewizyjnym PAL) lub 14.32 MHz (NTSC)
- układ graficzny AGA pozwalający na wyświetlenie jednocześnie 256 kolorów z palety 16,8 milionów lub 262144 kolorów w trybie rozszerzonym HAM8 w maksymalnej rozdzielczości 1280x512 (oraz z dodatkowym overscanem). Układ jest w pełni kompatybilny z OCS i ECS.
- system operacyjny AmigaOS w wersji 3.0 (A1200 Magic w wersji 3.1)
- 2 MB pamięci RAM typu CHIP (limit), można rozszerzyć komputer o pamięć typu FAST i SLOW o kolejne 10MB, instalacja większych pamięci wiąże się z koniecznością zakupu akceleratora posiadającego i wykorzystującego procesor z 32-bitową szyną adresową.
- kontroler 2,5 calowego dysku twardego w standardzie IDE (podobnie jak Amiga 600)
- wbudowany modulator TV (możliwość podłączenia do TV poprzez standardowe gniazdo antenowe)
- złącze kart PCMCIA.

Po bankructwie firmy Commodore International Amiga 1200 została wprowadzona ponownie na rynek pod nazwą Amiga 1200 Magic Pack przez niemiecką firmę Escom w dniu 12 września 1995, również obecnie nieistniejącą.
Pomimo zamkniętej architektury tego komputera powstały liczne urządzenia rozszerzające jego możliwości. Były to m.in. sloty Zorro (w wersji II i III), karty turbo z procesorami (MC68030/MC68040/MC68060 + PowerPC 603e od 160 do 240 MHz), karty graficzne, mostki PCI, karty kontrolerów USB, karty dźwiękowe itd.
Model ten był ostatnim seryjnie produkowanym komputerem Amiga – ostatnim modelem urządzeń pod tą marką była konsola Amiga CD32. Obecnie właścicielem marki Amiga jest Amiga Inc, rozwojem systemu AmigaOS 4 zajmuje się firma Hyperion Entertainment.